# برهان فورشتنبرغ على لا نهاية الأعداد الأولية
في نظرية الأعداد، برهان فورشتنبرغ على لا نهاية الأعداد الأولية هو برهان طوبولوجي مشهور, يثبت أن مجموعة الأعداد الأولية هي مجموعة غير منتهية.